# Spiritisme
Spiritisme er en moderne filosofisk lære, der bygger på opfattelsen, at det er muligt at kommunikere med de afdødes ånder, og at disse afdøde kan give indsigt i livets, dødens og efterlivets natur. Spiritismen blev grundlagt af franskmanden Allan Kardec i det 19. århundrede, og i praksis er den ofte forbundet med medier, seancer og forsøg på at kontakte de afdøde. Sommetider bliver begrebet spiritisme meget fejlagtigt brugt som en generel betegnelse for spiritualitet eller læren om det åndelige. Spiritisme er dog en specifik moderne doktrin, og den må ikke forveksles med spiritualitet i almindelighed, ligesom den f.eks. heller ikke har noget at gøre med tidligere tiders animisme, shamanisme eller mysticisme.

## Historie og filosofi
Allan Kardec var en fransk underviser, der er kendt for at være ophavsmand til begrebet spiritisme i 1857. Han opfattede spiritismen som en filosofisk lære, og han stod også bag populariseringen af spiritismen i det 19. århundrede. Kardec skrev adskillige bøger om spiritistisk filosofi, herunder Åndernes bog og Mediernes bog, som tjener som grundlæggende tekster for moderne spiritisme.
Allan Kardec forstod spiritismen som en filosofi af flere grunde: Han gik til studiet af kommunikationen med efterlivet gennem en rationel og systematisk metode. Han troede på vigtigheden af videnskabelig undersøgelse og begrundet undersøgelse for at forstå disse fænomener. Han kodificerede spiritismens principper og doktrin i bøger som Åndernes bog og Mediernes bog. Disse skrifter opstillede en omfattende filosofisk ramme, der behandlede spørgsmål om åndernes natur, livet efter døden og de moralske og etiske implikationer af åndskommunikation. Kardec lagde desuden vægt på de moralske og etiske aspekter af spiritismen og antydede, at dens lære kunne guide individer mod et mere etisk og åndeligt tilfredsstillende liv. Han mente, at spiritisme kunne bidrage til at forbedre menneskeheden gennem en stræben efter moralsk udvikling. Kardec så spiritismen som en universel filosofi, der kunne favnes af mennesker med forskellig religiøs baggrund eller endda dem uden religiøst tilhørsforhold. Han havde til formål at skabe et system af overbevisninger, der overskred religiøse dogmer og sekterisme. Kardecs arbejde tilskyndede til filosofisk udforskning af grundlæggende spørgsmål om liv, død, sjælens natur og formålet med den menneskelige eksistens. Han mente, at spiritismen tilbød indsigt i disse filosofiske grundspørgsmål.
Kardecs tilgang til spiritisme var stærkt påvirket af oplysningstidens idealer om fornuft, rationalisme og empirisk undersøgelse. Han troede på muligheden for at bruge kritisk tænkning og videnskabelige metoder til at undersøge og forstå åndelige fænomener. Kardec var også påvirket af Auguste Comtes positivistiske filosofi, som talte for anvendelsen af empirisk observation og den videnskabelige metode til alle aspekter af menneskelig viden, inklusive metafysiske og spirituelle emner. Kardecs vægt på systematisk undersøgelse og kodificeringen af spiritismen stemmer overens med de positivistiske principper.
Paul Gibiers bog Le Spiritisme udkom i 1886 og kom på dansk året efter: Spiritismen, en historisk, kritisk og eksperimental Undersøgelse.
Også Alfred Russel Wallaces bog fra 1874, A Defence of Modern Spiritualism, udkom på dansk som Spiritualismen for Videnskabens Domstol (1887).

## Centrale ideer

### Kommunikation med ånder
Spiritister tror, at det gennem medier eller andre midler er muligt at kommunikere med afdøde individer. Disse ånder menes at være i stand til at formidle information, beskeder og vejledning fra efterlivet.

### Reinkarnation
Spiritisme indeholder en lære om reinkarnation, troen på, at sjælen eller ånden går gennem en række jordiske liv i forskellige kroppe for at lære og udvikle sig. Reinkarnation ses som en grundlæggende proces for moralsk og spirituel fremgang.

### Efterlivet
Spiritisme hævder, at efterlivet ikke er et sted for evig belønning eller straf, men et rige, hvor ånder fortsætter med at lære og udvikle sig. Det er en overgangstilstand mellem jordiske liv.

## I Danmark
I Danmark nød spiritismen tilslutning omkring 1800-tallets slutning. Kendte danske spiritistiske medier er Thit Jensen, Severin Lauritzen, Einer Nielsen, Eva Useinovski og Anna Melloni Rasmussen. Anna Melloni Rasmussen blev afsløret i at skrive på en "åndetavle" med fødderne – det blev filmet under bordet. I dag findes Spiritismens trossamfund.